# Ernest Wild
Henry Ernest Wild (Skelton, 10 agosto 1879 – Calcara, 10 marzo 1918) è stato un navigatore ed esploratore britannico.
Ha partecipato alla spedizione Endurance in Antartide nel gruppo del mare di Ross. È fratello minore di Frank Wild.

## Biografia
La famiglia di Wild proveniva da Skelton nel North Yorkshire, vicino a Marton, il luogo di nascita di James Cook. Ernest segue le orme di Frank nella Royal Navy dove viene ammesso nel 1894 e vi presta servizio per 20 anni prima di unirsi alla spedizione Endurance di Ernest Shackleton. Nel 1908, mentre è in servizio nel mar Mediterraneo, partecipa alla operazioni di soccorso in seguito al terremoto di Messina.

## Spedizione Endurance
Nel 1914 Ernest Wild salpa a bordo dell'Aurora con destinazione Antartide sotto il comando di Æneas Mackintosh. Tra tutti i membri della spedizione, l'unico ad avere un minimo di esperienza di cani da slitta è Ernest Joyce, vecchio commilitone di Frank Wild. Lo scopo del gruppo era quello di costruire alcuni depositi di provviste lungo la barriera di Ross ad uso di Shackleton in arrivo dal mare di Weddell, sull'altro lato del continente.
Dopo aver partecipato ad una spedizione male organizzata, Wild soffre di un congelamento che gli comporta l'amputazione dell'alluce e di parte dell'orecchio. Il 6 maggio 1915 l'Aurora rompe gli ormeggi a causa di una tempesta prendendo il largo con buona parte dei materiali e delle provviste destinate alla spedizione. Wild resta sul continente con altri nove compagni, e decidono di continuare la missione che ritengono vitale per la sorte Shackleton. Nella stagione successiva, Wild, Richard Richards, Victor Hayward, Arnold Spencer-Smith, Ernest Joyce e Mackintosh si avventurano sulla barriera, ma vengono duramente provati dalle condizioni meteo, dalla stanchezza e dallo scorbuto. Durante il viaggio di ritorno Spencer-Smith muore nonostante le cure di Wild, mentre Mackintosh e Hayward scompaiono durante una rischiosa marcia sul ghiaccio troppo sottile. Wild e gli altri superstiti sono recuperati nel gennaio 1917.

## Dopo la spedizione
Nel 1917 Wild ritorna nella Royal Navy sulla nave HMS Pembroke e viene successivamente trasferito sulla HMS Biarritz. Muore il 10 marzo 1918 a Malta a causa del tifo. Nel 1923 gli viene conferita postuma la Albert Medal per gli sforzi fatti per salvare le vite di Mackintosh e Spencer-Smith.